# Stanisław Stańko
 Stanisław Maciej Stańko  (ur. 24 lutego 1944 w Leżajsku zm. 19 listopada 2014) – generał brygady Wojska Polskiego.

## Życiorys
Absolwent Liceum Ogólnokształcącego im. Bolesława Chrobrego w Leżajsku. We wrześniu 1962 podjął studia wojskowe jako podchorąży w Oficerskiej Szkole Samochodowej, które ukończył w roku 1965, po czym rozpoczął zawodową służbę wojskową na stanowisku dowódcy plutonu maszyn budowlanych w 49 batalionie inżynieryjno – budowlanym. W 1967 został dowódcą kompanii szkolnej w 1 pułku inżynieryjno-technicznym w Grupie oraz w Wojskowym Ośrodku Szkolenia Operatorów i Mechaników Służby Inżynieryjno – Budowlanej. W roku 1971 został skierowany na studia w Akademii Sztabu Generalnego WP, po ukończeniu której w 1974 został kwatermistrzem 55 pułku zmechanizowanego, a następnie zastępcą kwatermistrza 16 Dywizji Pancernej w Elblągu. W 1977 został skierowany w drodze wyróżnienia do służby w Polskiej Wojskowej Jednostce Specjalnej w doraźnych Siłach Zbrojnych ONZ na Bliskim Wschodzie, gdzie pełnił obowiązki kwatermistrza, a następnie po powrocie do kraju ponownie objął funkcję zastępcy kwatermistrza 16 Dywizji Pancernej. 
W 1980 objął funkcję kwatermistrza 8 Dywizji Zmechanizowanej w Koszalinie. W roku 1982 został skierowany na studia do Akademii Sztabu Generalnego Sił Zbrojnych ZSRR i po ich ukończeniu w 1984 został szefem sztabu – zastępcą kwatermistrza Pomorskiego Okręgu Wojskowego w Bydgoszczy. W 1986 został kwatermistrzem – zastępcą dowódcy POW. W roku 1991 objął stanowisko szefa zaopatrzenia – zastępcy Głównego Kwatermistrza WP. W 1993 został wyznaczony na zastępcę szefa Zarządu Zaopatrywania Sztabu Generalnego. W latach 1995–1996 był zastępcą szefa, a następnie szefem Zarządu Materiałowego Sztabu Generalnego Wojska Polskiego. W roku 1996 podczas uroczystości z okazji Święta Wojska Polskiego na dziedzińcu Belwederu został awansowany na stopień generała brygady. Akt mianowania odebrał z rąk prezydenta Rzeczypospolitej Polskiej Aleksandra Kwaśniewskiego. Od roku 2000 był komendantem Komendy Rejonu Logistycznego Warszawa. W 2001 został przeniesiony do dyspozycji dowódcy Wojsk Lądowych, w której pozostawał do czasu zwolnienia z zawodowej służby wojskowej w kwietniu 2002. W wieku 70 lat zmarł 19 listopada 2014. Pochowany został 25 listopada 2014 w Warszawie na Cmentarzu Wojskowym na Powązkach z udziałem asysty wojskowej.

## Awanse[7]
- podporucznik – 1965
- porucznik – 1968
- kapitan – 1972
- major – 1977
- podpułkownik – 1980
- pułkownik – 1984
- generał brygady – 1996

## Ordery, odznaczenia i wyróżnienia[4]
- Krzyż Komandorski Orderu Odrodzenia Polski – 2002[1]
- Krzyż Oficerski Orderu Odrodzenia Polski
- Krzyż Kawalerski Orderu Odrodzenia Polski
- Srebrny Krzyż Zasługi[8]
- Medal W Służbie Pokoju[8]
- Medal UNDOF
- Honorowe Obywatelstwo Miasta Leżajska – 1997[8]

i inne